# KW Hydrae
KW Hydrae (KW Hya / 21 Hydrae / HD 79193) es una estrella variable en la constelación de Hidra situada a 286 años luz del sistema solar.
Su brillo varía entre magnitud aparente +6,11 y +6,58.
KW Hydrae es una binaria eclipsante formada por una estrella blanca de tipo espectral A5m y una estrella blanco-amarilla de tipo F0V.
La estrella A5m es la componente más luminosa —16,6 veces más que el Sol— y tiene una temperatura efectiva de 8000 K.
Tiene el doble de masa que el Sol y, con un radio de 2,13 radios solares, gira sobre sí misma con una velocidad de rotación de al menos 15 km/s.
Es una estrella con líneas metálicas —semejante, por ejemplo, a las componentes del sistema WW Aurigae— en cuyo espectro aparecen líneas de absorción fuertes y variables de algunos metales.
Su acompañante es una estrella de la secuencia principal semejante a las componentes de Porrima (γ Virginis) con una temperatura de 6900 K.
Es 4,5 veces más luminosa que el Sol y tiene una masa de 1,49 masas solares.
Su radio es un 48% más grande que el del Sol y su velocidad de rotación proyectada es de 13 km/s.
La edad de ambas estrellas se estima en 630 millones de años.
El período orbital del sistema es de 7,75 días y la órbita tiene una excentricidad de ε = 0,0945.
En el eclipse principal —cuando la estrella F0V intercepta la luz de su acompañante— el brillo de la binaria disminuye 0,47 magnitudes, mientras que en el secundario la caída de brillo es de 0,24 magnitudes.